# Jaskinia Dwuwylotowa
Jaskinia Dwuwylotowa – niewielka jaskinia krasowa o długości 8 metrów w Górze Zelce (Jura Wieluńska).
Jaskinia posiada dwa otwory – wejścia (wyloty), od których wzięła się jej nazwa. Oba opadają stromo do 8-metrowego korytarza o szerokości ok. 3 m i wysokości do 90 cm, stanowiącego główną część jaskini. Eksploatacja wapienia i kalcytu prowadzona na początku drugiej połowy XX wieku doprowadziła do zniszczenia szaty naciekowej. Zachowały się nieliczne krystaliczne żyły białego i przezroczystego kalcytu. Dno korytarza jaskiniowego pokrywa w większości gruz wapienny. W otworach i szczelinach miejscami występują ilasto-piaszczyste wypełnienia o rdzawym kolorze. U wylotów jaskini zalegają igły i szyszki sosnowe, liście oraz humus, a na ścianach rosną mchy i porosty. W lipcu 2008 roku we wnętrzu jaskini stwierdzono obecność motyli z gatunku rusałka pawik.
Jaskinia Dwuwylotowa jest chroniona w ramach rezerwatu przyrody nieożywionej Węże w Załęczańskim Parku Krajobrazowym.